# Antonio de La Gandara

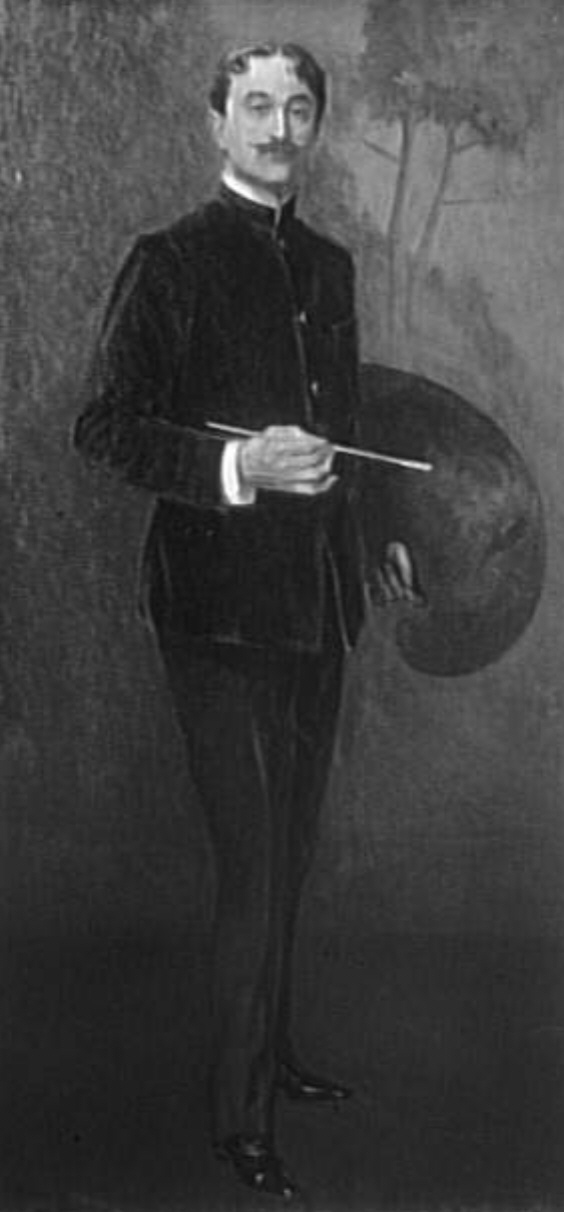
Portret van Antonio de la Gandara door Samuel M. Roosevelt (1909)

Antonio de La Gandara (Parijs, 16 december 1861 – aldaar, 3 juni 1917) was een kunstschilder en tekenaar. La Gandara, wiens vader een Spanjaard was afkomstig uit San Luis Potosí in Mexico en wiens Franse moeder werd opgevoed in Engeland, werd door drie culturen beïnvloed.
Vanaf zijn vijftiende jaar door Gérome en Cabanel opgemerkt, werd hij tot de Nationale School voor Schone Kunsten in Parijs toegelaten.  Voor de eerste maal stelde hij in 1883 in het Salon van de Champs-Elysées tentoon.  In het jaar 1884 kende de jury van het Salon hem een eervolle vermelding toe voor zijn Portrait de Saint Sébastien.  Hij werkte mee aan de Chat Noir van Rodolphe Salis en verleende zijn medewerking aan het Salon des Inconhérents.
Minder dan 10 jaren later dwong hij het respect van de Parijse elite af.  Tot zijn modellen en vrienden behoorden de groothertogin de Mecklemburg, de prins de Polignac, Leconte de Lisle, prins de Sagan, Paul Verlaine, Jean Moréas, Anna de Noailles, Jean Lorrain, Jean Carriès, Marie d'Annunzio, Liane de Pougy, Sarah Bernhardt, Ida Rubinstein, Colette, Romaine Brooks en vele andere beroemde en minder bekende figuren van deze periode rijk aan artistieke creaties.  Nauw verwant met James McNeill Whistler, vergeleek men hem om beurten met Chardin of Velasquez. Hij gas les aan onder anderen Théodore van Lelyveld en Federico Brandt.
Van deze buitengewone kunstenaar onthoudt men zijn portretten, de fascinerende afbeeldingen van Parijs en zijn stillevens.  Enkele ongewone werken zoals drie Don Quichottes en La Belle et la Bête.  Maar ook heel verfijnde lithografieën die hij rond 1895 en 1896 produceerde en die de aandacht van het publiek trokken tijdens de tentoonstellingen Art Nouveau bij Bing.  Antonio de La Gandara illustreerde enkele literaire werken waarvan Les Danaïdes van Camille Mauclair en een zeldzame editie van Chauves-Souris van de dichter Robert de Montesquiou.
Hij stelde tentoon in Brussel, New York, Boston, Saragossa, Barcelona, München, Berlijn en Dresden, steden waar critici de kwaliteiten van een kunstschilder onderstreepten die weigerde zich aan de artistieke tendens van toen te plooien.  Maar van zijn tijd was hij een uitzonderlijke getuige.  Voor Edmond de Goncourt, Jean Lorrain, Marcel Proust, André Rouveyre, Apollinaire of voor Graaf de Montesquiou eveneens een acteur die hem in hun werken vermelden.
Bijgenaamd Peintre Gentilhomme, bewonderd door de vrouwen voor zijn schoonheid en voor zijn fijne manieren, rust Antonio de La Gandara in het Père-Lachaise kerkhof in Parijs.  Zijn werken zijn bij de verzamelaars zeer in trek.
3 november 2018 werd vier maanden lang geopend in het Musée Lambinet in Versailles, een grote retrospectieve met meer dan honderd werken van de schilder en vele documenten. Curator van de tentoonstelling: Xavier Mathieu.